# Arrondissement Péronne
Arrondissement Péronne (fr. Arrondissement de Péronne) je správní územní jednotka ležící v departementu Somme a regionu Hauts-de-France ve Francii. Člení se dále na osm kantonů a 169 obcí.

## Kantony
- Albert
- Bray-sur-Somme
- Chaulnes
- Combles
- Ham
- Nesle
- Péronne
- Roisel